# Mezquita de los genios
La Mezquita de los genios (en árabe: مسجد الجنّ‎, romanizado: Masjid al-Jinn ) es una mezquita en La Meca, Arabia Saudita ubicada cerca de cementerio de al-Mu'alla. También se la conoce como la Mezquita de la Lealtad (en árabe: مسجد بِيعات‎, romanizado: Masjid Biy‘āt) y la Mezquita de los Guardias (en árabe: مسجد الحرس‎, romanizado: Masjid al-Ḥaras) porque los guardias de la ciudad patrullarían hasta ese punto.
La mezquita está construida en el lugar donde se dice que un grupo de genios se reunió una noche para escuchar la recitación de una parte del Corán de Mahoma. Más tarde, Mahoma se reunió allí con los líderes de estos genios y aceptó su adopción del Islam y su bay'ah (juramento de lealtad) hacia él. El incidente se menciona en el capítulo al-Jinn del Corán.
La mezquita es considerada una de las más antiguas de La Meca y es una de las mezquitas más importantes visitadas en la ciudad.
La mezquita está ubicada en una esquina concurrida de la ciudad, con hoteles a su alrededor y el cementerio de Jannat Al-Mualla justo detrás. Además, también hay baños públicos y tiendas minoristas cercanas.

## Estructura
Fue construida originalmente en el siglo XVIII como mezquita subterránea. Recientemente se ha agregado un minarete a la estructura de la mezquita, transformando la arquitectura en una más moderna. Hoy en día, la mezquita cuenta con comodidades para sus visitantes como un interior con aire acondicionado, estaciones de agua (wudu), alfombras de oración y ventiladores.